# Космічне вторгнення до Лапландії
«Космічне вторгнення до Лапландії» (швед. Rymdinvasion i Lappland) — науково-фантастичний фільм жахів 1959 року. Фільм розповідає про інопланетян, які випускають тварюку в Лапландії, де вона бере в полон жінку та загрожує групі вчених.

## Сюжет
Під час подорожі по Швеції Діана Вілсон зустрічається зі своїм дядьком-геологом Венсом Вілсоном. Між Даяною та колегою дядька, Еріком Енгстремом, виникають романтичні стосунки. Троє їдуть у Лапландію, щоб дослідити метеорит, який нещодавно впав. На місці вони розуміють, що метеорит — космічний корабель інопланетян. Із нього виходить величезне волохате чудовисько під керівництвом трьох чужеземців, воно атакує літак і будинки. Звір бере в полон Діану, коли вона намагалась втекти з Еріком.
Пошукова група йде на крики жінки. Ерік помічає чудовисько з Діаною, який йде вбік космічного корабля. Біля нього волохатий звір починає проявляти ніжність до полонянки. Жінка втікає, але звір знову схоплює її. Пошукова група наздоганяє їх на краю снігового стрімчака. Чудовисько кладе Діану на землю. Люди закидують тварюку факелами. Прибульці відправляються назад на космічному кораблі. Закохані Діана та Ерік знову разом.

## У ролях
| Актор           | Роль            |
| --------------- | --------------- |
| Барбара Вілсон  | Діана Вілсон    |
| Стен Гестер     | Ерік Енгстрем   |
| Роберт Бертон   | Фредерік Вілсон |
| Блендт Бломгрен | Роберт Боттігер |
| Оке Блумквіст   | доктор Генрік   |
| Йоста Прюцеліус | Вальтер Улльман |
| Дорін Деннінг   | Анна            |
| Джон Керрадайн  | оповідач        |

## Створення фільму

### Виробництво
Зйомки фільму проходили в Лапландії та лені Норрботтен.

### Знімальна група
- Кінорежисер — Вірджил В. Фогель
- Сценарист — Артур Пірс
- Кінопродюсер — Бертіл Єрнберг
- Композитор — Гарольд Арнольд
- Кінооператор — Гілдінг Бладг
- Кіномонтаж — Ширлі Сітрон, Том Рольф
- Артдиректор — Нільс Нільссон[1]

## Сприйняття
Рейтинг фільму на сайті Internet Movie Database — 3,9/10 (778 голосів).